# Manio Emilio Lépido
Manio Emilio Lépido (en latín, Manius Aemilius Mam. f. M. n. Lepidus) fue un senador y cónsul romano. Probablemente un hijo del cónsul del año 158 a. C. Marco Emilio Lépido, y por lo tanto hermano de Mamerco Emilio Lépido Liviano, si bien este último era adoptado.

## Biografía
Fue elegido cónsul en el año 66 a. C., junto a Lucio Volcacio Tulo, el mismo año en que Marco Tulio Cicerón fue pretor. Lépido fue mencionado en numerosas ocasiones por Cicerón, pero nunca obtuvo mucha importancia política. En el año 65 a. C., es mencionado como uno de los testigos en el caso contra Cayo Cornelio, a quien defendió Cicerón.
Perteneció al partido aristocrático del Senado, pero cuando estalló la guerra civil en el año 49 a. C., se retiró a una de sus villas en Formia para ver cómo se desarrollaban los acontecimientos. Aunque estaba en contacto casi diario con Cicerón, Lépido estaba decidido a no cruzar el Mar Adriático para unirse a Pompeyo el Grande, pero dispuesto a ceder ante Julio César si este resultaba victorioso. Finalmente, volvió a Roma en marzo de ese año.